# GREATEST HITS/BOOK ONE
『GREATEST HITS / BOOK ONE』（グレイテスト・ヒッツ / ブック・ワン）は、NONA REEVES初となるベスト・アルバムである。2001年12月19日にワーナーミュージック・ジャパンより発売された。

## 概要
メジャーデビューシングル『GOLF EP』以降に発表された楽曲から選曲されている。
初回盤と通常盤の2形態で発売されており、初回盤にはボーナストラックが1曲追加収録されている。

## 収録曲
1. I LOVE YOUR SOUL - アイ・ラブ・ユア・ソウル
作詞・作曲：西寺郷太、編曲：NONA REEVES
  - TBS系「ここがヘンだよ日本人」エンディングテーマ。
2. (HAPPINESS IS ON THE) TURNTABLES ONLY feat. 真城めぐみ - ハッピネス・イズ・オン・ザ・ターンテーブル・オンリー
作詞・作曲：西寺郷太、編曲：NONA REEVES
  - 新曲。
3. LOVE TOGETHER - ラヴ・トゥギャザー
作詞・作曲：西寺郷太、編曲：NONA REEVES
4. DJ! DJ! (What have I done to deserve this?) - DJ! DJ! 〜とどかぬ想い〜 feat. YOU THE ROCK★
作詞：西寺郷太・竹前裕、作曲：西寺郷太・奥田健介・小松茂、編曲：NONA REEVES
5. WHERE IS THE PARTY? - パーティは何処に?
作詞・作曲：西寺郷太、編曲：NONA REEVES
  - アルバム『DESTINY』収録曲。
6. BAD GIRL - バッド・ガール 
作詞：西寺郷太、作曲：西寺郷太・奥田健介、編曲：NONA REEVES
7. STOP ME - ストップ・ミー
作詞・作曲：西寺郷太、編曲：NONA REEVES
8. THE GIRLSICK - あの娘にガールシック
作詞・作曲：西寺郷太、編曲：NONA REEVES
  - アルバム『FRIDAY NIGHT』収録曲。
9. TUBE RIDER - 渚のチューブ・ライダー
作詞：西寺郷太、作曲：西寺郷太・小松茂・奥田健介、編曲：NONA REEVES・冨田恵一
  - アルバム『ANIMATION』収録曲。
10. CESSNA - セスナ
作詞・作曲：西寺郷太、編曲：NONA REEVES
  - シングル『I HEARD THE SOUND EP』収録曲。
11. WARNER MUSIC - ワーナー・ミュージック
作詞・作曲：西寺郷太、編曲：NONA REEVES
  - シングル『WARNER MUSIC EP』収録曲。
12. FORTY PIES - フォーティ・パイ
作詞・作曲：西寺郷太、編曲：NONA REEVES
  - シングル『GOLF EP』収録曲。
13. (HAPPINESS IS ON THE) TURNTABLES ONLY / HONMOKU ’77 MIX:YOKOYAMA KEN - ハッピネス・イズ・オン・ザ・ターンテーブル・オンリー
作詞・作曲：西寺郷太、編曲：NONA REEVES
  - 初回盤のみに収録されているボーナストラック。
14. BOSSA NONA (Gota's Demo) - ボサノナ
作詞・作曲：西寺郷太
  - ボーナストラック。